# اپلدور، کنت
اپلدور، کنت (به انگلیسی: Appledore, Kent) یک روستا و محله مدنی در بریتانیا است که در اشفورد واقع شده‌است. اپلدور ۱۲٫۴۶ کیلومتر مربع مساحت و ۷۴۹ نفر جمعیت دارد.